# Congosto
Congosto é um município da Espanha na província de León, comunidade autónoma de Castela e Leão, de área 36,77 km² com população de 1773 habitantes (2007) e densidade populacional de 45,53 hab/km².

## Demografia
| Variação demográfica do município entre 1991 e 2004 | Variação demográfica do município entre 1991 e 2004 | Variação demográfica do município entre 1991 e 2004 | Variação demográfica do município entre 1991 e 2004 |
| --------------------------------------------------- | --------------------------------------------------- | --------------------------------------------------- | --------------------------------------------------- |
| 1991                                                | 1996                                                | 2001                                                | 2004                                                |
| 1974                                                | 1788                                                | 1759                                                | 1691                                                |